# Epidendrum excisum
Epidendrum excisum là một loài lan trong phân họ Epidendroideae. Chúng thường được tìm thấy ở các vùng núi Columbia, Ecuador, Peru, và Venezuela; ở cao độ từ 2.4 km đến 2.8 km.